# Poppaea Sabina maior
Poppaea Sabina maior († 47 n.Chr.) was een Romeinse aristocrate uit de 1e eeuw n.Chr. en de moeder van Poppaea Sabina, vrouw van keizer Nero.
Ze was de dochter van Gaius Poppaeus Sabinus, dewelke in 9 n.Chr. consul ordinarius was, en gold als de mooiste vrouw van haar tijd.
Poppaea was vervolgens met Titus Ollius gehuwd, een vriend en lotgenoot van Lucius Aelius Seianus. De dochter uit dit huwelijk, de latere vrouw van Nero, nam de respectabelere naam van haar moeders familie aan. Poppaea zou hertrouwen met Publius Cornelius Lentulus Scipio. Uit dit huwelijk stamde een zoon, Publius Cornelius Scipio Asiaticus.
Poppaea was in meerdere schandalen verwikkeld. Een affaire met de toneelspeler Mnester werd haar in 47 fataal, omdat ze hierdoor een rivale van Messalina, echtgenote van keizer Claudius, werd. Messalina spande een proces tegen Decimus Valerius Asiaticus aan, die eveneens Poppaea's geliefde was geweest, om haar rivale te treffen. Poppaea werd tot zelfmoord gedreven.

## Referentie
- M. Lightman - B. Lightman, art. Poppaea Sabina (1), in M. Lightman - B. Lightman (edd.), Biographical Dictionary of Ancient Greek and Roman Women: Notable Women from Sappho to Helena, New York, 2000, pp. 268-269.